# Boagrius incisus
Boagrius incisus là một loài nhện trong họ Palpimanidae. Loài này được phát hiện ở Tanzania.